# Herbert Linden
Herbert Linden, född 14 september 1899 i Berlin, död 27 april 1945 i Berlin, var en tysk promoverad läkare och högt uppsatt ämbetsman inom det tyska riksinrikesministeriet. Han var en av de ansvariga för Aktion T4, Tredje rikets mord på fysiskt och psykiskt funktionshindrade personer. Från 1941 var Linden rikskommissionär för Tysklands hälso- och omvårdnadsanstalter. Han var även verksam vid Nationalsocialistiska partiets raspolitiska byrå.

## Biografi
Herbert Linden avlade läkarexamen år 1925 och gick med i Nationalsocialistiska tyska arbetarepartiet samma år.
Från april 1939 deltog Linden i det så kallade barneutanasiprogrammet, inom vilket omkring 5 000 psykiskt och fysiskt funktionshindrade barn dödades. I juni samma år närvarade Linden vid en konferens med Karl Brandt, Philipp Bouhler, Leonardo Conti och Werner Heyde. Vid mötet stadfästes Adolf Hitlers uttryckliga vilja att även döda vuxna med psykiska och fysiska funktionshinder. Konferensdeltagarna beslutade att läkare skulle rekryteras som sakkunniga rådgivare i bedömningen av vilka patienter som skulle dödas. Judiska patienter bedömdes inledningsvis utifrån samma kriterier som icke-judiska, men i mitten av april 1940 uppmanade Linden lokala hälsomyndigheter att upprätta förteckningar över sina judiska patienter. I dessa fall var funktionshindrens grad, patienternas sjukdomshistoria och prognos irrelevanta. Endast det faktum att en person var både jude och patient innebar en dödsdom.

## Den första gaskammaren
I januari 1940 genomfördes ett gasningsexperiment på anstalten i Brandenburg. Christian Wirth, chef för Kriminalpolizei i Stuttgart, hade tillsammans med kemisten August Becker installerat en gaskammare på 3 x 5 meter, kamouflerad som ett duschrum. Närvarande vid experimentet var, förutom Wirth, bland andra Linden, Karl Brandt, Philipp Bouhler, Leonardo Conti, Viktor Brack och kemisten Albert Widmann. Omkring 15–20 manliga patienter stängdes in i gaskammaren och Widmann släppte på kolmonoxid från gascylindrar. Inom några minuter var samtliga patienter döda. Några av liken utvaldes för obduktion, medan de övriga omedelbart kremerades.
Linden tog även del i Operation Reinhard, nazisternas massmord på den judiska befolkningen i Generalguvernementet och besökte vid ett tillfälle förintelselägret i Bełżec. Linden begick självmord i andra världskrigets slutskede.